# رامپورا پل
رامپورا پل (به انگلیسی: Rampura Phul) یک منطقهٔ مسکونی در هند است که در بخش بتهنده واقع شده‌است. رامپورا پل ۸٫۸۸ کیلومتر مربع مساحت و ۵۱٬۰۱۰ نفر جمعیت دارد.